# Igreja Nossa Senhora da Hora
A Igreja Nossa Senhora da Hora (Église Notre-Dame de l'Heure) também conhecida como o nome da Igreja Latina, era uma igreja católica no centro de Mosul, no norte do Iraque. Construída na década de 1870 pelos Padres Dominicanos, era especialmente famosa pelo sino doado pela Imperatriz Eugénia de Montijo, pela qual era por vezes chamada de Igreja do Relógio. Ela foi danificada em um bombardeio de 2006.

## História
Em 1860, após o massacre de Damasco, durante o qual foram mortos entre 4.000 e 6.000 cristãos, Napoleão III enviou uma força expedicionária ao Levante para ajudar os cristãos orientais. Uma década depois, os dominicanos criaram em Mosul o Convento de Nossa Senhora da Hora. Em 1880, a Imperatriz Eugenie doou seu relógio. Foi quando a primeira torre foi instalada em solo iraquiano. No pátio da igreja foi construída como réplica da Gruta de Lourdes com a estátua de Nossa Senhora dos Milagres, onde os fiéis vêm rezar.

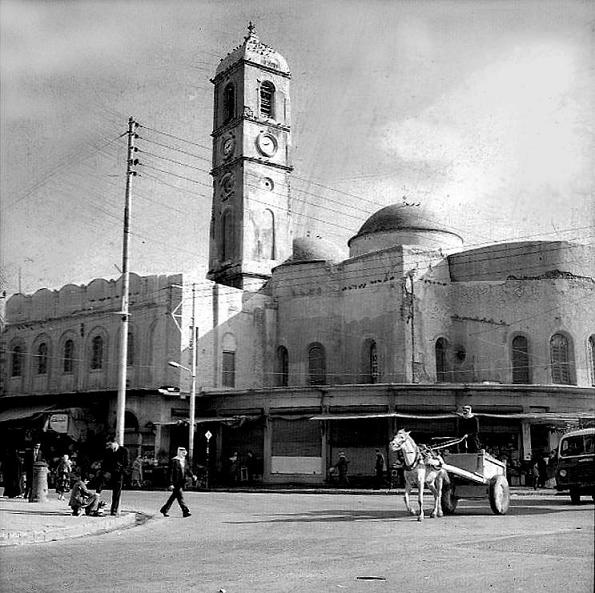
A igreja em 1940

Em 2006, a igreja foi parcialmente destruída em um bombardeio durante a Guerra do Iraque. No verão de 2014, os cristãos na planície de Nínive caíram nas mãos do Estado Islâmico. A maioria das quarenta e cinco igrejas foram destruídas, convertidas em mesquitas ou prisões. Em 24 de abril de 2016, foi relatado que a Igreja Latina foi destruída por terroristas  após saquear antiguidades e obras de arte. Relatórios posteriores indicaram que a torre do relógio ainda estava de pé.